# واي بي إف
واي بي إف هو اختصار لإسم الشركة بالإسبانية (Yacimientos Petrolíferos Fiscales بالعربية : حقول النفط المالية) هي شركة طاقة أرجنتينية متكاملة رأسياً، تعمل في مجال استكشاف وإنتاج ونقل وتكرير وتسويق النفط والغاز. تأسست سنة 1922 تحت إدارة الرئيس هيبوليتو يريغوين، وكانت أول شركة بترول تأسست كمؤسسة حكومية خارج الاتحاد السوفيتي ، وأول شركة نفط حكومية يتم دمجها رأسياً.
مؤسسها ومديرها الأول كان إنريكي موسكوني، الذي دافع عن الاستقلال الاقتصادي وابتداءا من عام 1928 جرى تأميم إمدادات النفط ؛ لكن ذالك لم يتم بسبب الانقلاب العسكري الذي حدث سنة 1930. في سنة 1993 تم خصخصة الشركة واشترتها شركة ربسول الإسبانية في سنة 1999؛ وتم دمجهما معا تحت اسم «ريبسول واي بي إف». بدأت إعادة توطين 51 ٪ من الشركة في عام 2012 من قبل الرئيس كريستينا فرنانديز دي كيرشنر. وافقت حكومة الأرجنتين في النهاية على دفع 5 مليارات دولار إلى شركة ربسول. 

شعار واي بي إف السابق

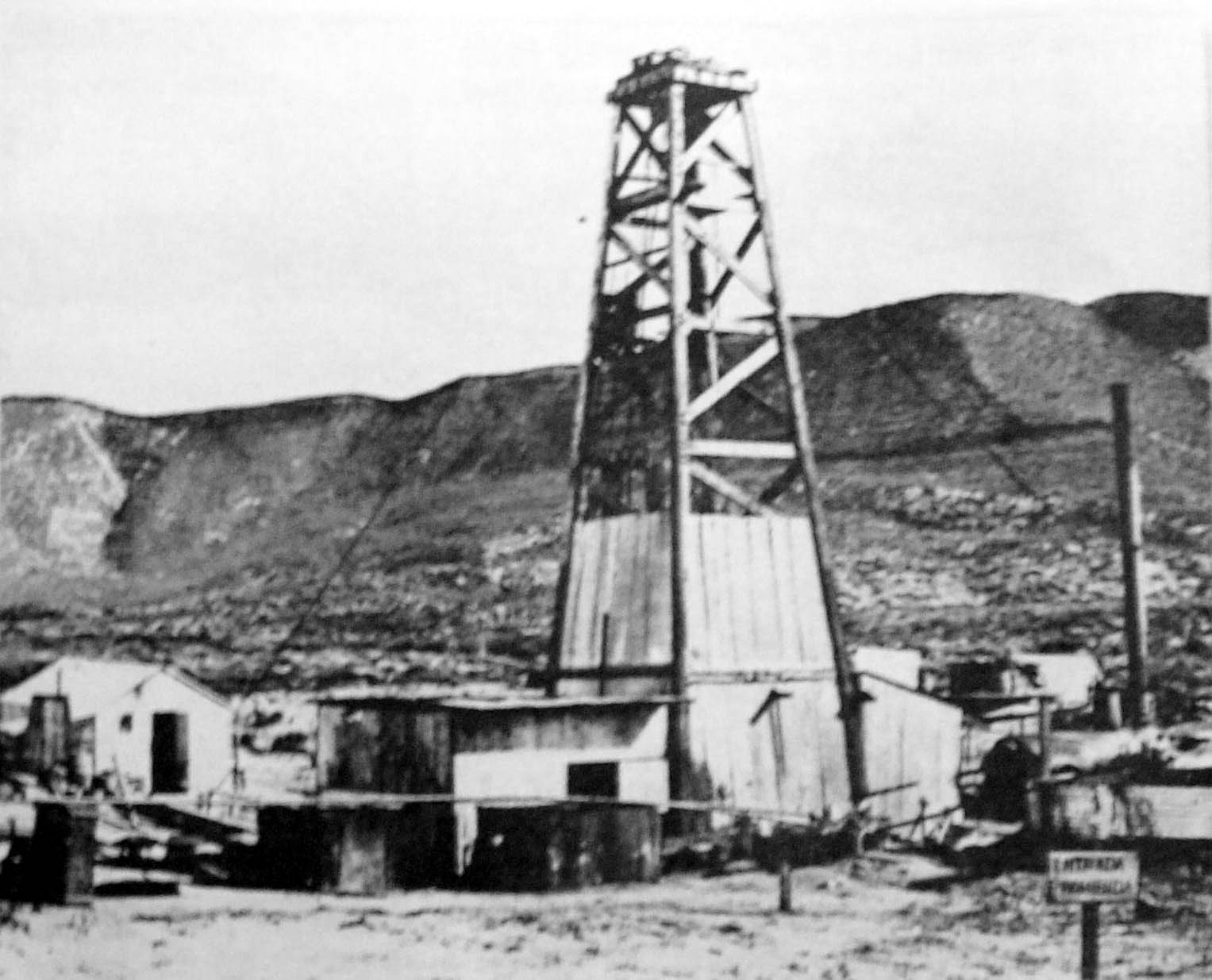
أول بئر نفط في كومودورو ريفادافيا.

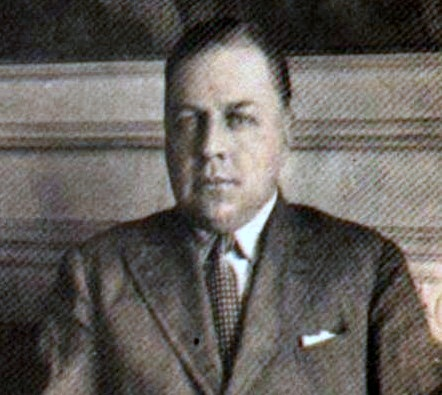
الجنرال إنريكي موسكوني ، الذي تأسست YPF بمبادرة منه.

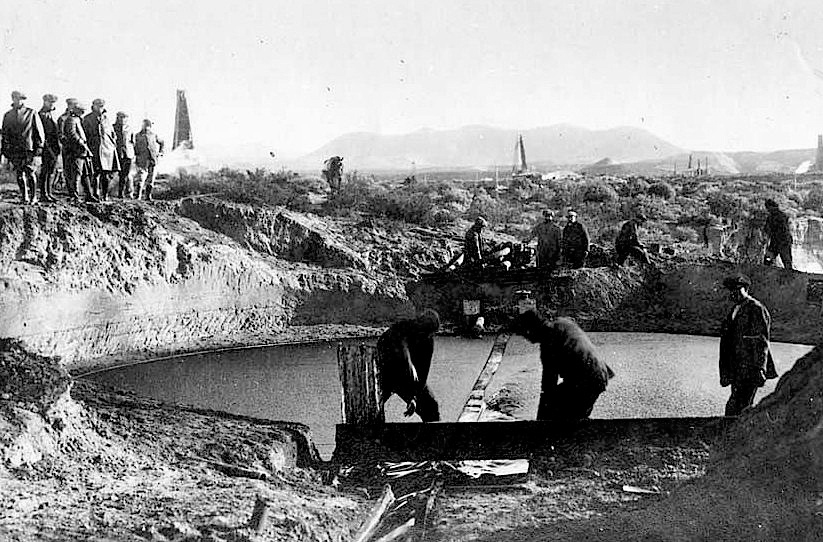
خشن في العمل في بئر تشوبوت في عام 1923. سمح التطور المبكر للودائع الكبيرة في المنطقة بأن تصبح YPF شركة رائدة في السوق المحلية منذ بدايتها.

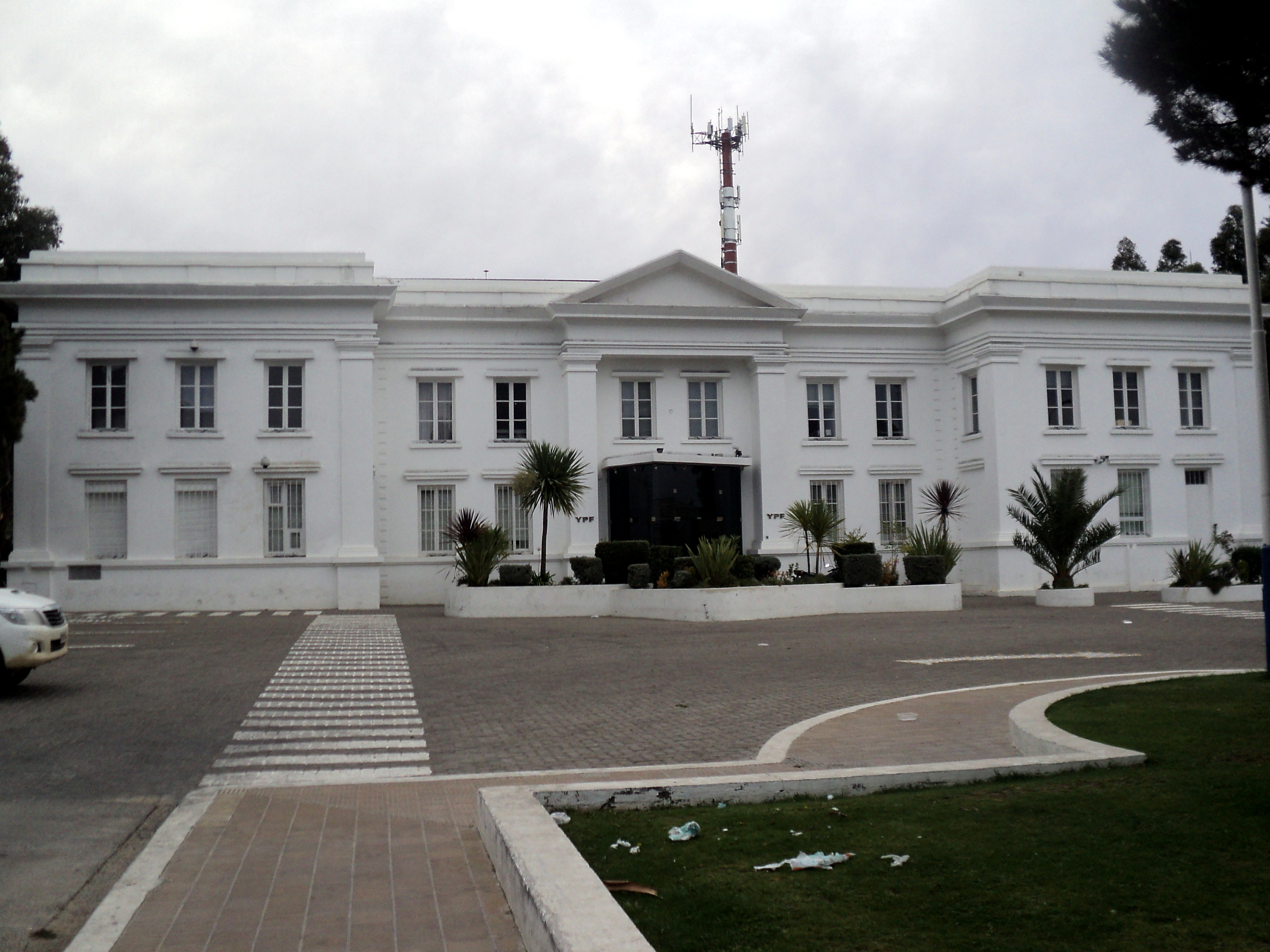
مبنى إداري YPF في General Mosconi ، وهي مدينة شركة أسسها YPF خارج كومودورو ريفادافيا.

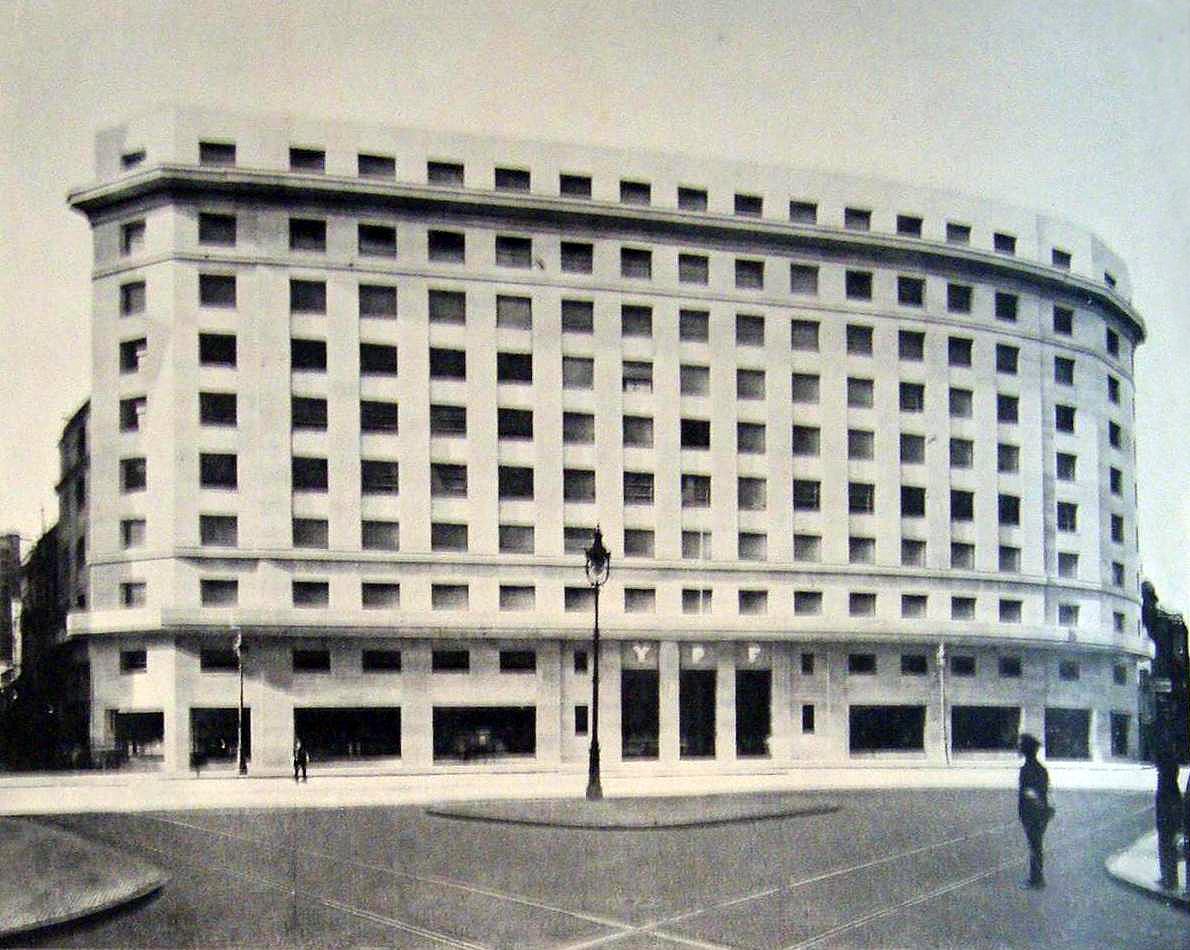
المقر السابق على شارع Diagonal Norte (1938).

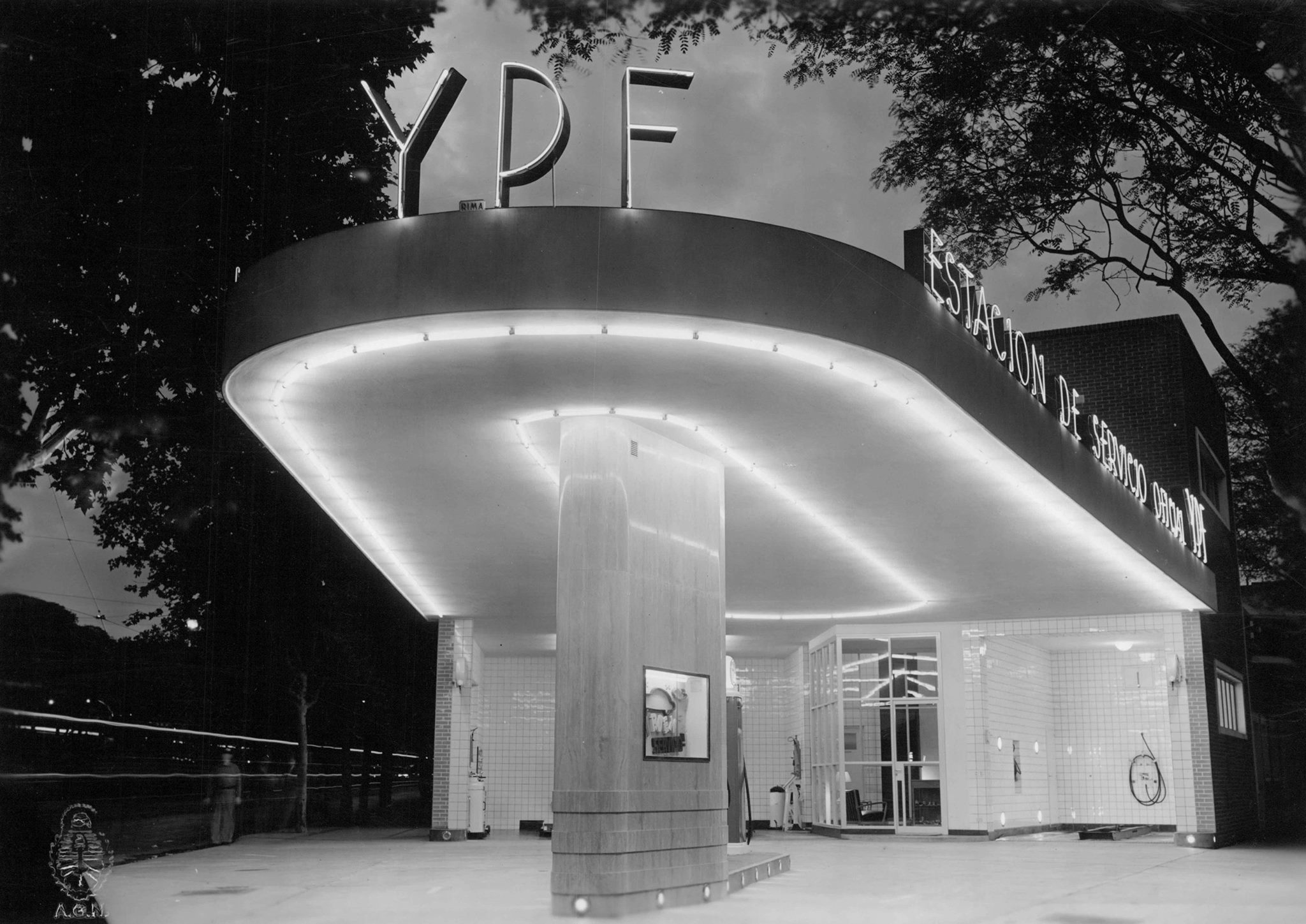
محطة بنزين YPF في تشاكاريتا ، بوينس آيرس (1951).

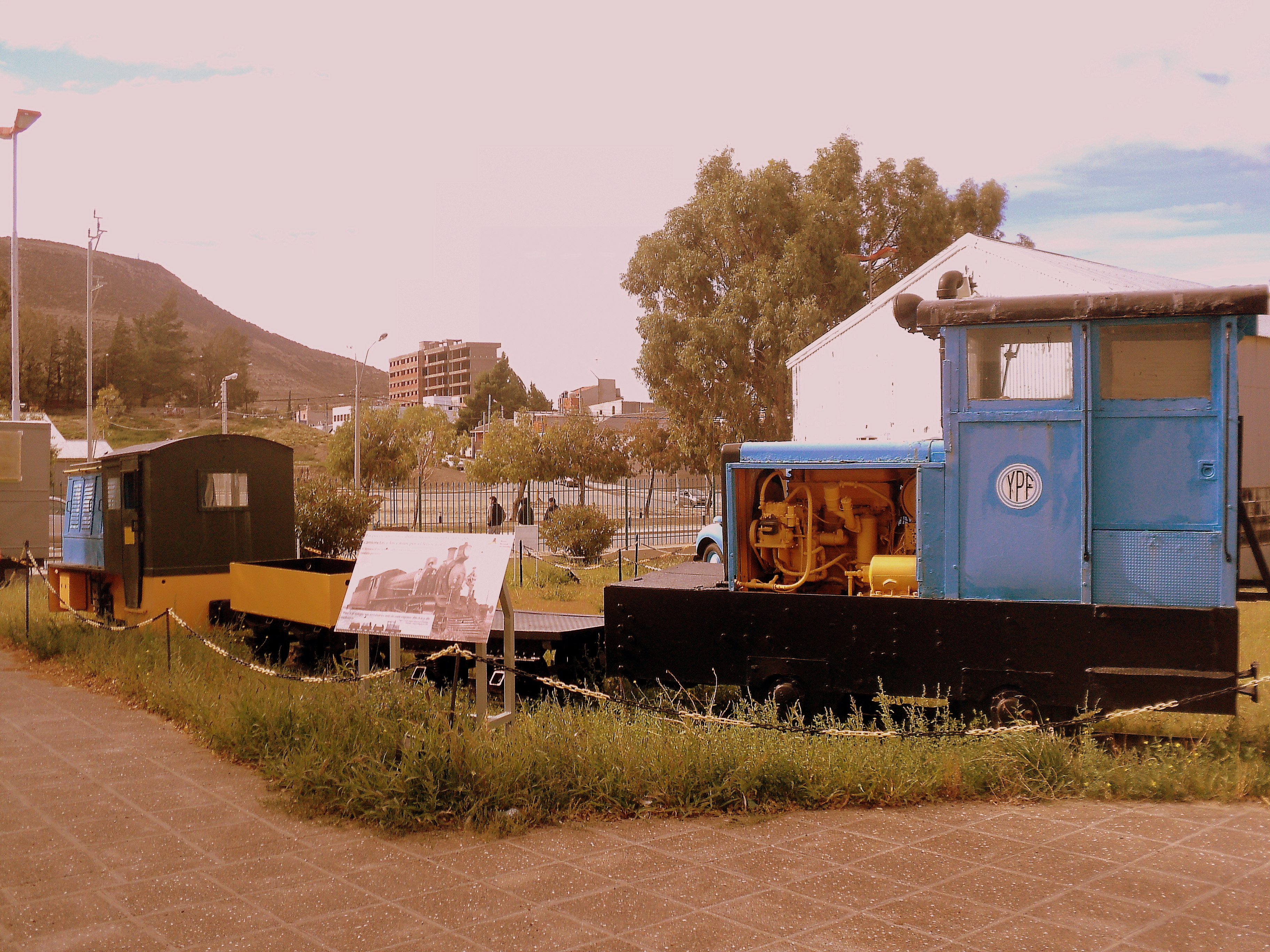
قطار نفط معروض في متحف البترول.

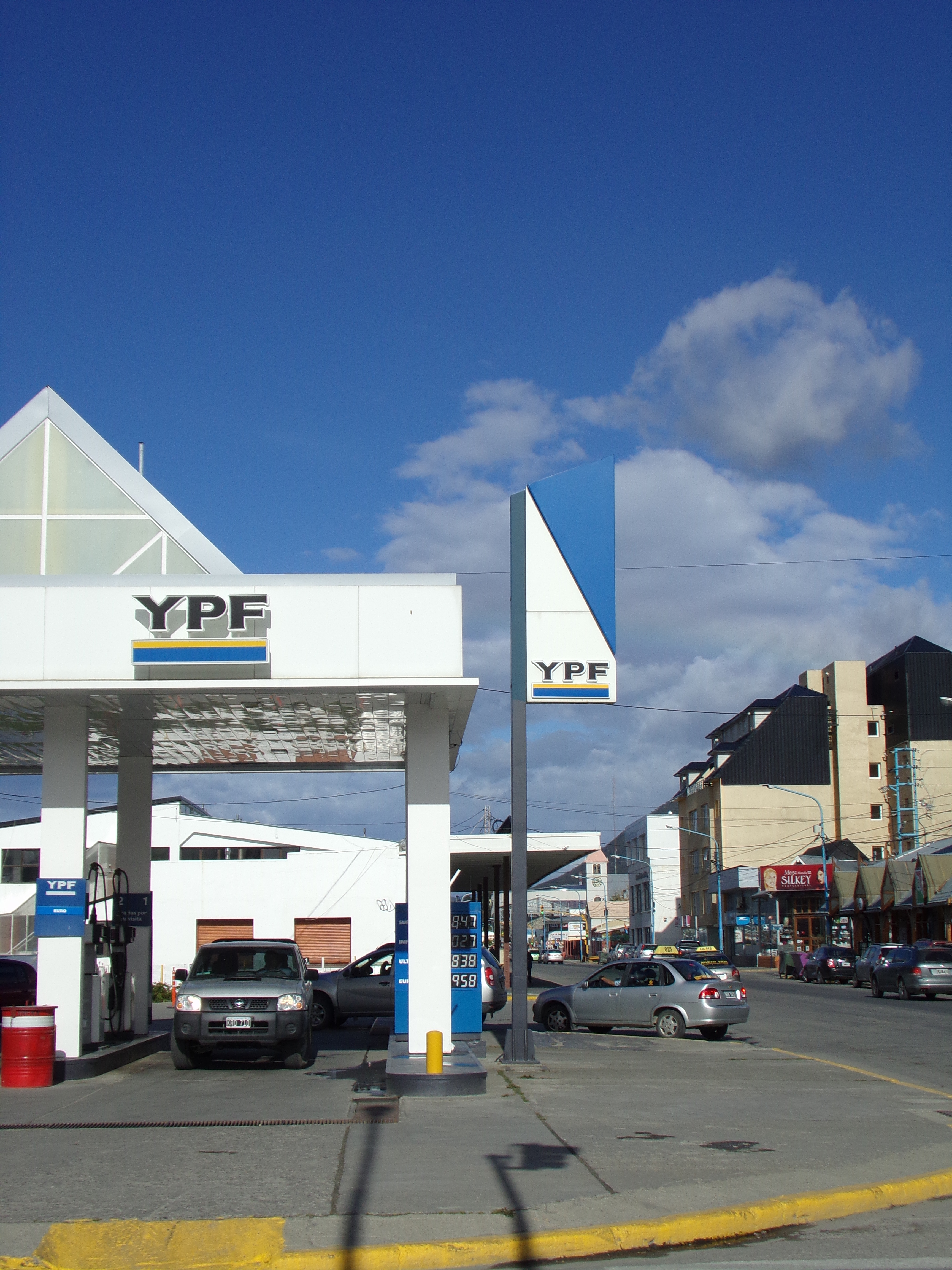
محطة تعبئة في أوشوايا.